# Apfeldorf
Apfeldorf – miejscowość i gmina w Niemczech, w kraju związkowym Bawaria, w rejencji Górna Bawaria, w regionie Monachium, w powiecie Landsberg am Lech, wchodzi w skład wspólnoty administracyjnej Reichling. Leży około 18 km na południe od Landsberg am Lech, nad rzeką do Lech.

## Demografia
Dane o ludności z 31 grudnia 2008:
| Opis                                | Ogółem | Ogółem | Kobiety | Kobiety | Mężczyźni | Mężczyźni |
| ----------------------------------- | ------ | ------ | ------- | ------- | --------- | --------- |
| Jednostka                           | osób   | %      | osób    | %       | osób      | %         |
| Populacja                           | 1088   | 100    | 554     | 50,92   | 534       | 49,08     |
| Wiek przedprodukcyjny (0–17 lat)    | 236    | 21,69  | 114     | 10,48   | 122       | 11,21     |
| Wiek produkcyjny (18–65 lat)        | 681    | 62,59  | 347     | 31,89   | 334       | 30,7      |
| Wiek poprodukcyjny (powyżej 65 lat) | 171    | 15,72  | 93      | 8,55    | 78        | 7,17      |

## Polityka
Wójtem gminy jest Georg Epple, poprzednio urząd ten obejmował Hermann Floritz, rada gminy składa się z 12 osób.
|      | CSU | ÜPEL | FW | CSU/ÜPEL | Razem |
| 2008 | -   | -    | 2  | 10       | 12    |
| 2002 | 5   | 4    | 3  | -        | 12    |